# Денис Жупник
Денис Жупник (нар. 24 квітня 1988, Таврійськ) — український шоумен, актор театру та дубляжу, теле- і радіоведучий та бренд-войс радіостанцій «Хіт FM» і «Максимум» і телеканалів «M1» й «М2». Ведучий премій «M1 Music Awards 2019» і «Золота жар-птиця». Учасник вокального шоу «Голос країни» та розважального телешоу «Зіграй в ящик» на телеканалі «1+1».

## Життєпис
Народився 24 квітня 1988 року в місті Таврійськ Херсонської області.
Закінчив Київський національний університет театру, кіно і телебачення імені Івана Карпенка-Карого.
Актор Чернівецького драмтеатру. Працює ведучим радіостанцій «Блиск ФМ» та «Хіт FM», а також займається дубляжем і озвученням на студіях дубляжу «1+1», «Starlight Production» та «Le Doyen».